# Xã Warren, Quận Belmont, Ohio
Xã Warren (tiếng Anh: Warren Township) là một xã thuộc quận Belmont, tiểu bang Ohio, Hoa Kỳ. Năm 2010, dân số của xã này là 5.974 người.